# Fidelio Ponce de León
Pour les articles homonymes, voir Ponce (homonymie) et León.
Fidelio Ponce de León (de son vrai nom Alfredo Fuentes Pons), né à Camagüey le 24 janvier 1895 et mort à La Havane le 19 février 1949, est un peintre cubain.
Plusieurs de ses œuvres, dont Tuberculosis (1934), se trouvent au Musée national des beaux-arts de Cuba.